# Limeira de Mantena
Limeira de Mantena é um distrito do município brasileiro de Mantena, no interior do estado de Minas Gerais. Segundo o censo demográfico de 2022, realizado pelo Instituto Brasileiro de Geografia e Estatística (IBGE), sua população era de 1 002 habitantes e havia 397 domicílios particulares permanentes ocupados. Possui área de 52,07 km² conforme a Fundação João Pinheiro (FJP). Foi criado pela lei estadual nº 6.769 de 13 de maio de 1976.
De acordo com o IBGE, em 2010 a população era de 1 200 habitantes e havia 575 domicílios particulares.